# Família Paroquial de Várzea dos Cavaleiros
O jornal português de inspiração cristã e católica Família Paroquial de Várzea dos Cavaleiros foi dirigido, editado e administrado pelo Padre Manuel da Cruz Nunes de Matos. Começou a ser publicado no dia de janeiro de 1956.
Apesar do seu cunho marcadamente cristão, este jornal dava conta de várias notícias da freguesia de Várzea dos Cavaleiros, no concelho da Sertã, e arredores. Incluiu também alguns folhetins literários e artigos reflexivos, que abordavam os mais diversos temas. Não se sabe ao certo quando deixou de existir.